# Nicolás Massot
Nicolás María Massot (Bahía Blanca, 16 de julio de 1984) es un político argentino. Se desempeñó como diputado nacional por Córdoba desde 2015 hasta 2019 y logró ser jefe del bloque de Propuesta Republicana en la Cámara de Diputados de la Nación Argentina. En 2023, volvió a convertirse en diputado nacional en este caso en representación de la provincia de Buenos Aires. 

## Biografía
Nació el 16 de julio de 1984. Hijo de Alejandro E. Massot y María José Bó. Se graduó como economista en la Universidad Torcuato Di Tella. En 2023 volvió a convertirse en diputado, esta vez en representación de la provincia de Buenos Aires.
Su familia paterna fue dueña del periódico La Nueva (conocido anteriormente como La Nueva Provincia) que se edita en la ciudad de Bahía Blanca, provincia de Buenos Aires.
Es sobrino de Vicente Massot, imputado por haber cometido delitos de lesa humanidad durante la última dictadura. Nicolás también era yerno del ex intendente de Córdoba, Germán Kammerath, que en diciembre de 2015 fue condenado a tres años y medio de prisión e inhabilitación de por vida para ejercer cargos públicos por el delito de negociaciones incompatibles con el ejercicio de la función pública durante su mandato.
Durante la gestión de Mauricio Macri al frente del Gobierno de la Ciudad de Buenos Aires, fue director general de Reforma Política e Institucional del mismo, gestión durante la cual se implementó una reforma política que incluía el voto por boleta única electrónica. Posteriormente se desempeñó como director general de Casas de la Ciudad.

### Diputado nacional por Córdoba (2015-2019)
Fue diputado por Córdoba para el período 2015-2019, y elegido presidente del bloque legislativo del PRO en reemplazo de Federico Pinedo quien renunció a su banca como diputado para asumir como senador. Previo a ello ha trabajado para el macrismo en el interior argentino. Ese año causó una fuerte controversia institucional por la maniobra empleada por el macrismo en diciembre de 2015, con el objetivo de asegurarse un lugar más en el Consejo de la Magistratura dándole la mayoría automática cuando Nicolás Massot había reinterpretado unilateralmente el reglamento del Consejo de la Magistratura para que Cambiemos, aun en minoría, se quede con la mayoría.

### Concejal de Tigre (2021-2023)
En las elecciones legislativas de 2021 resultó elegido concejal del partido de Tigre, al integrar la lista de Juntos que obtuvo el 39,59 % de los votos.

### Diputado nacional por la provincia de Buenos Aires (2023-presente)
El 10 de diciembre de 2023 vuelve a convertirse en diputado nacional, esta vez en representación de la provincia de Buenos Aires. En 2024 desde ese puesto sería cuestionado públicamente por el presidente Milei junto a otros diputados por votar en contra de la Ley Bases.

## Vida privada
Nicolás Massot se casó con Chiara Comoretto quien era secretaria del presidente de la Cámara de Diputados Emilio Monzó.
El día 8 de junio de 2024 en su cuenta de X, expreso su posición sobre la guerra en Gaza, diciendo «Comparto la alegría por la recuperación de los cuatro rehenes. Faltan 120 aún. Nunca compartiré el regocijo de tantos, con sed de venganza más que de justicia, por asesinar ciudadanos palestinos bajo los pretextos de que “los votaron” o “son usados como escudo”. Eso también es terrorismo».